# اسکار یوستون
اسکار یوستون (انگلیسی: Oscar Yuston؛ زادهٔ ۱۴ فوریهٔ ۱۹۳۹) ورزشکار تیراندازی اهل آرژانتین است.
وی در مسابقات تیراندازی سریع با کلت ۲۵ متر مردان در بازی‌های المپیک تابستانی ۱۹۷۶ شرکت کرد.